# Монета «Мурашиний ніс»

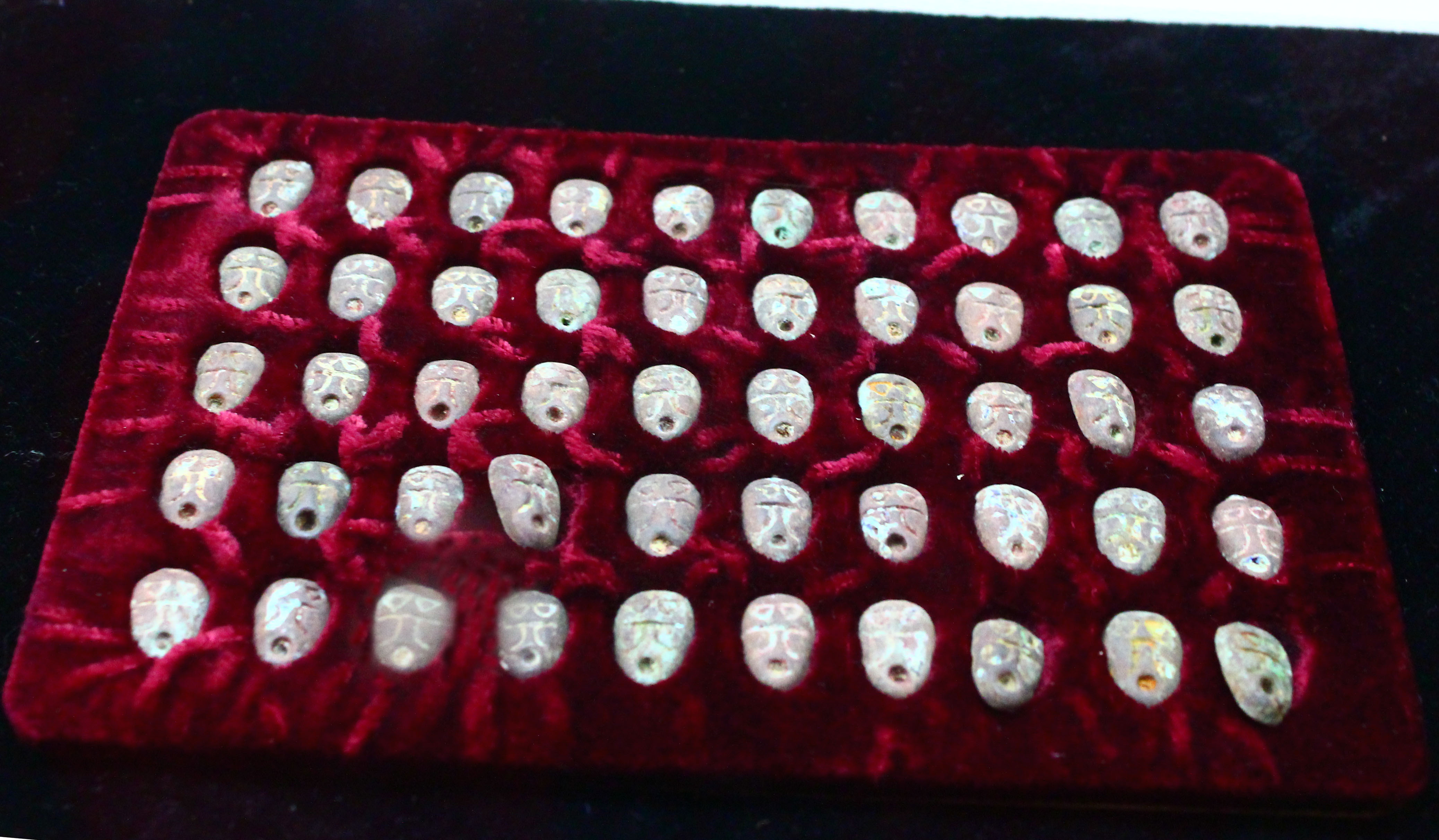
Монети у формі мурахи, знайдені в озері Єжу (野猪湖), Сяогань, провінція Хубей, взяті до Музею провінції Хубей

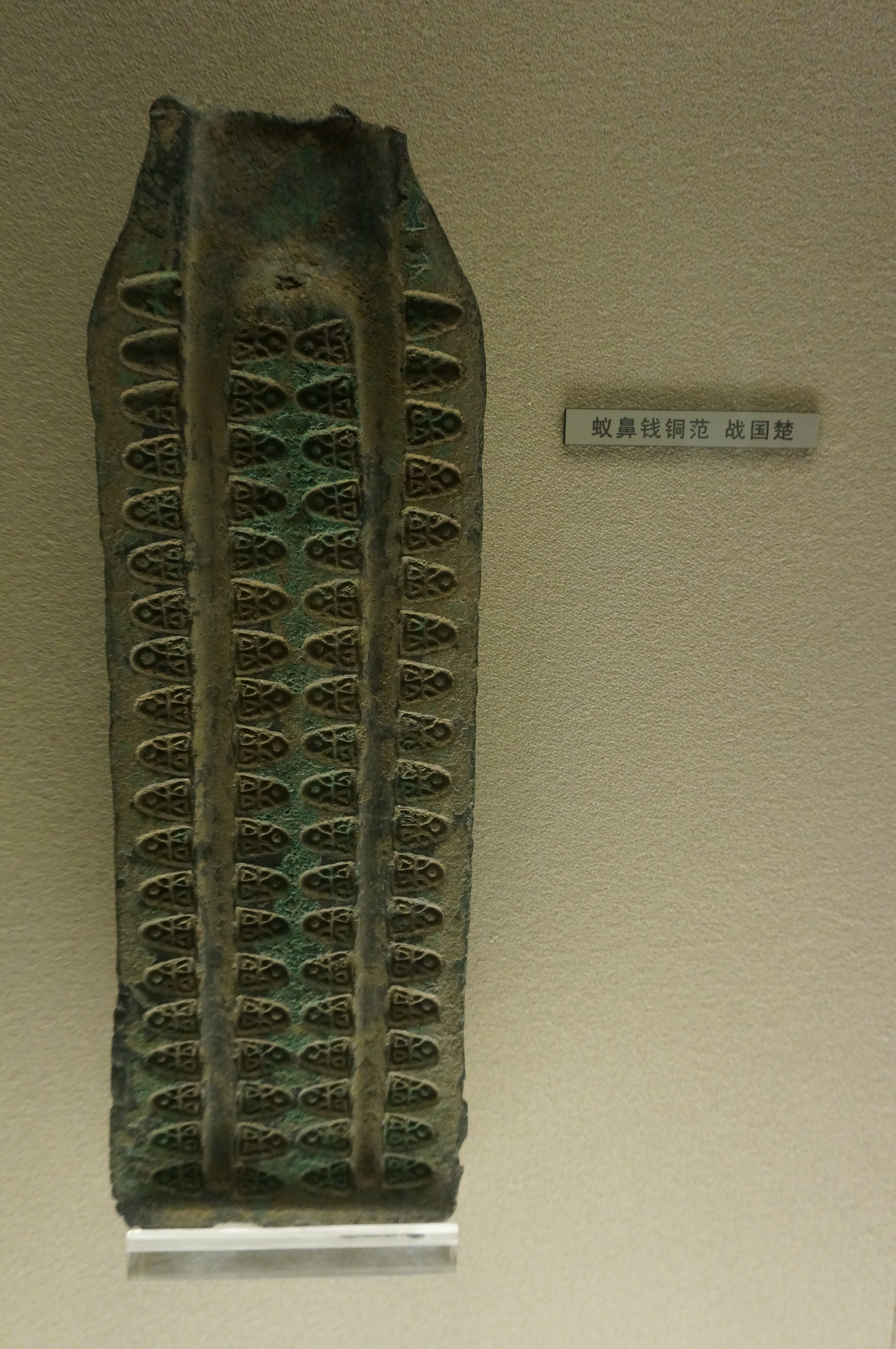
Форма для монет з мурашиним носом, взята з Шанхайського музею

Монета «Мурашиний ніс» (кит.: 蚁鼻钱, монета, схожа на ніс мурахи), також відома як монета з мурашиним носом, каурі їбі, монета Їбі тощо, була невеликою бронзовою монетою, викарбуваною державою Чу в період Воюючих царств. Китайською мовою її також називають «鬼脸钱» (guǐ liǎn qián, монета, схожа на обличчя привида).